# Пневматичні будівельні конструкції

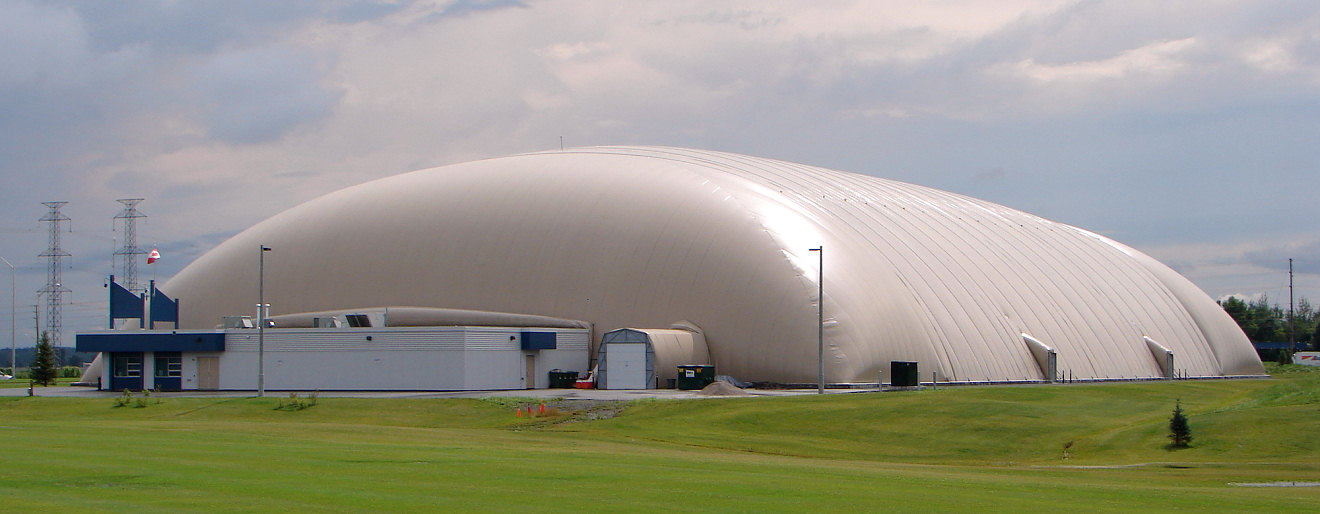
Повітроопірна пневматична будівельна споруда для проведення спортивних та розважальних заходів

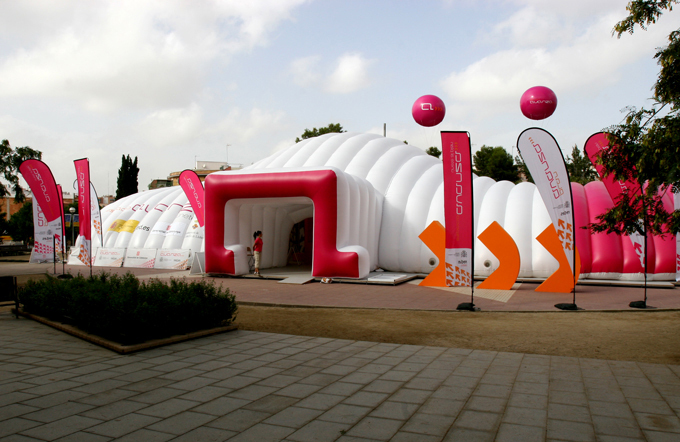
Повітрокаркасна конструкція намету з корисною площею 650 м²

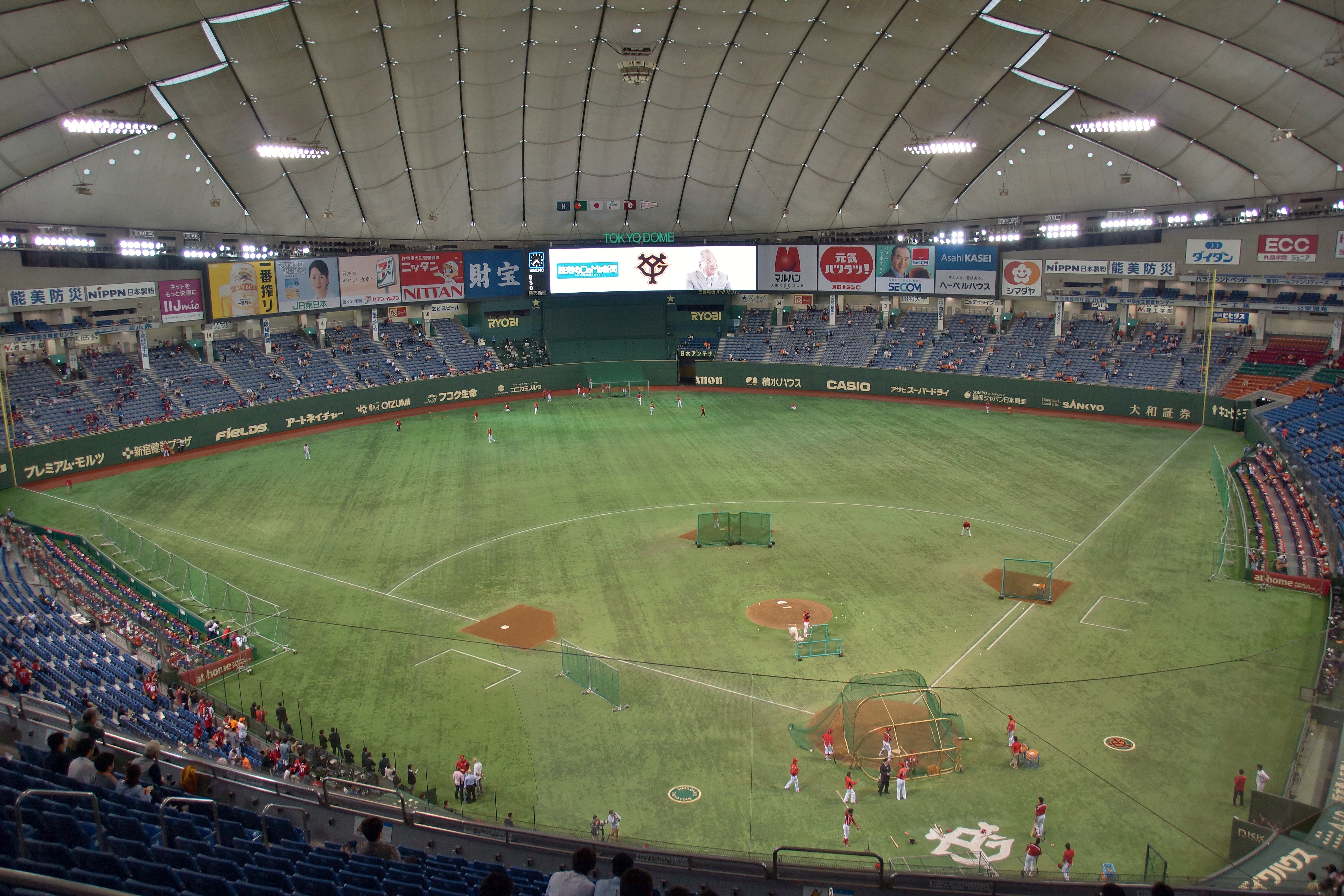
Підтримуваний тиском повітря купол стадіону у Токіо

Пневмати́чні будіве́льні констру́кції (спору́ди) (англ. inflatable buildings, air-supported structures, pneumatic structures) — будівельні конструкції (м'які оболонки), що їх тримкість забезпечується надлишковим тиском повітря всередині замкнутих об'ємів. Вперше такі конструкції були застосовані у 1946 році при спорудженні обтічника антени радіолокації (інженер В. Берд, США).

## Класифікація
Розрізняють пневматичні будівельні конструкції повітроопірні, повітрокаркасні та комбіновані.
У повітроопірних пневматичних будівельних конструкціях слабо стиснуте повітря (надлишковий тиск 0,1…1 кПа) подається (повітродувками, вентиляторами) всередину загороджуваних ними герметичних приміщень. При монтажі таких конструкцій оболонка у місці стику з основою щільно закріплюється по периметру споруди. Для входу у приміщення і виходу з них в конструкціях такого типу передбачено повітряні шлюзи; заданий тиск повітря (нешкідливий для здоров'я людини) підтримується автоматично.
У повітрокаркасних пневматичних будівельних конструкціях стиснуте повітря (надлишковий тиск 30…700 кПа) нагнітається (компресорами) лише у тримальні елементи каркаса, в загороджуваних ними приміщеннях підтримується атмосферний тиск.
Комбіновані пневматичні будівельні конструкції є повітрокаркасними, у яких передбачено можливість герметизації приміщень, щоб епізодично збільшувати тримальну спроможність конструкцій (наприклад, при сильному вітрі чи снігопаді). Деякі пневматичні будівельні конструкції підсилюють канатами, відтяжками, сітками або діафрагмами.

## Матеріали для виготовлення
Пневматичні будівельні конструкції виготовляють з армованих плівок або технічних тканин з полімерним покриттям. Силовою основою плівок і тканин слугують нитки з синтетичного або скляного волокна.

## Переваги та недоліки
Вони легкі, компактні, зручні при транспортуванні та монтажі, сейсмостійкі, дають змогу перекривати великі прогони без внутрішніх опор, порівняно дешеві.
Вади пневматичних будівельних конструкцій — недовговічність, низька вогнестійкість, слабка звукоізоляція, у них необхідно постійно підтримувати надлишковий тиск повітря.

## Використання
Пневматичні будівельні конструкції використовують при спорудженні постійних і тимчасових споруд різного призначення (гаражів, спортивних та виставочних залів, теплиць, складів тощо), мобільних будівель (станції технічного обслуговування, медпункти), як опалубки при виготовленні залізобетонних конструкцій тощо.